# L'Affaire Pierre Chanal
Pour les articles homonymes, voir Chanal.
Cet article concerne le téléfilm. Pour l'affaire judiciaire dont il est inspiré, voir Disparus de Mourmelon.
L'Affaire Pierre Chanal est un téléfilm de Patrick Poubel diffusé pour la première fois le 6 février 2006 sur France 2.

## Synopsis
Dans le cadre de l'émission Au-delà du crime, ce téléfilm tente une reconstitution au plus juste des événements de l'affaire des disparus de Mourmelon, de 1980 à 2003.

## Distribution
- François Levantal : Pierre Chanal
- Aurélie Amblard : Christine
- Edgar Givry : le gendarme Tarbes
- Christophe Vandevelde : Joël Vaillant
- Anne Le Ny : Mme Sergent
- Hélène Vauquois : Mme Havet
- Enrico Di Giovanni : le rédacteur en chef
- Didier Agostini : M. Donner
- Alain Cauchi : M. Gache
- Guillaume Cramoisan : le maréchal des logis Jeunet
- Olivier Rousset : le gendarme Decheny
- Éric Thomas : le juge d'instruction
- Gérard Chaillou : Me Buffard
- César Armand : Pascal Sergent
- Nicolas Vallet : Bernard journaliste